# Estádio Nacional de Cabo Verde
O Estádio Nacional de Cabo Verde é um estádio multiuso localizado em Praia, capital de Cabo Verde. Utilizado principalmente para competições de futebol, é oficialmente a casa onde a Seleção Cabo-Verdiana de Futebol manda suas partidas amistosas e oficiais. Com capacidade máxima para 15 000 espectadores, é de propriedade do Governo de Cabo Verde, sendo administrado pela Comissão de Gestão do Estádio.

## Histórico
Financiado pelo governo da China, o edifício começou a ser construído em outubro de 2010, tendo sido concluído em junho de 2012. Um atraso de quinze meses, devido a uma mudança destinada a aumentar o número de assentos de 10 000 para 15 000, atrasou a inauguração planeada para outubro de 2013. Por fim, o estádio foi inaugurado somente em agosto de 2014.

### Mudança de nome
Em 4 de janeiro de 2023, o atual primeiro-ministro, Ulisses Correia e Silva, anunciou que o estádio passará a ser denominado "Estádio Pelé" em homenagem ao avançado brasileiro Pelé, que morreu em dezembro de 2022. Correia e Silva salientou que já havia comunicado a decisão à FIFA, e que espera que outros países façam o mesmo. No entanto, a intenção não foi concretizada.